# Eurovision Song Contest 1976
Der 21. Eurovision Song Contest – offiziell Eurovisie Songfestival 1976 – fand am 3. April 1976 im niederländischen Regierungssitz Den Haag statt. Moderiert wurde die Veranstaltung, an der nach dem Rückzug von Malta, Schweden und der Türkei und der Rückkehr Griechenlands und Österreichs 18 Länder teilnahmen, von Corry Brokken, die in den Jahren 1956, 1957 und 1958 selbst am Eurovision Song Contest teilgenommen hat und 1957 sogar gewinnen konnte. Die Gewinner dieser Veranstaltung waren die britische Formation Brotherhood of Man mit dem Titel Save Your Kisses for Me. Der Song wurde ein weltweiter Hit und erreichte in vielen Ländern Platz 1, darunter auch in Großbritannien, wo er der meistverkaufte Song des Jahres wurde. Insgesamt bleibt er einer der bisher meistverkauften Eurovisionssiegersongs. Den zweiten Platz belegte Cathérine Ferry für Frankreich, während Monaco den dritten Platz belegte.

## Besonderheiten

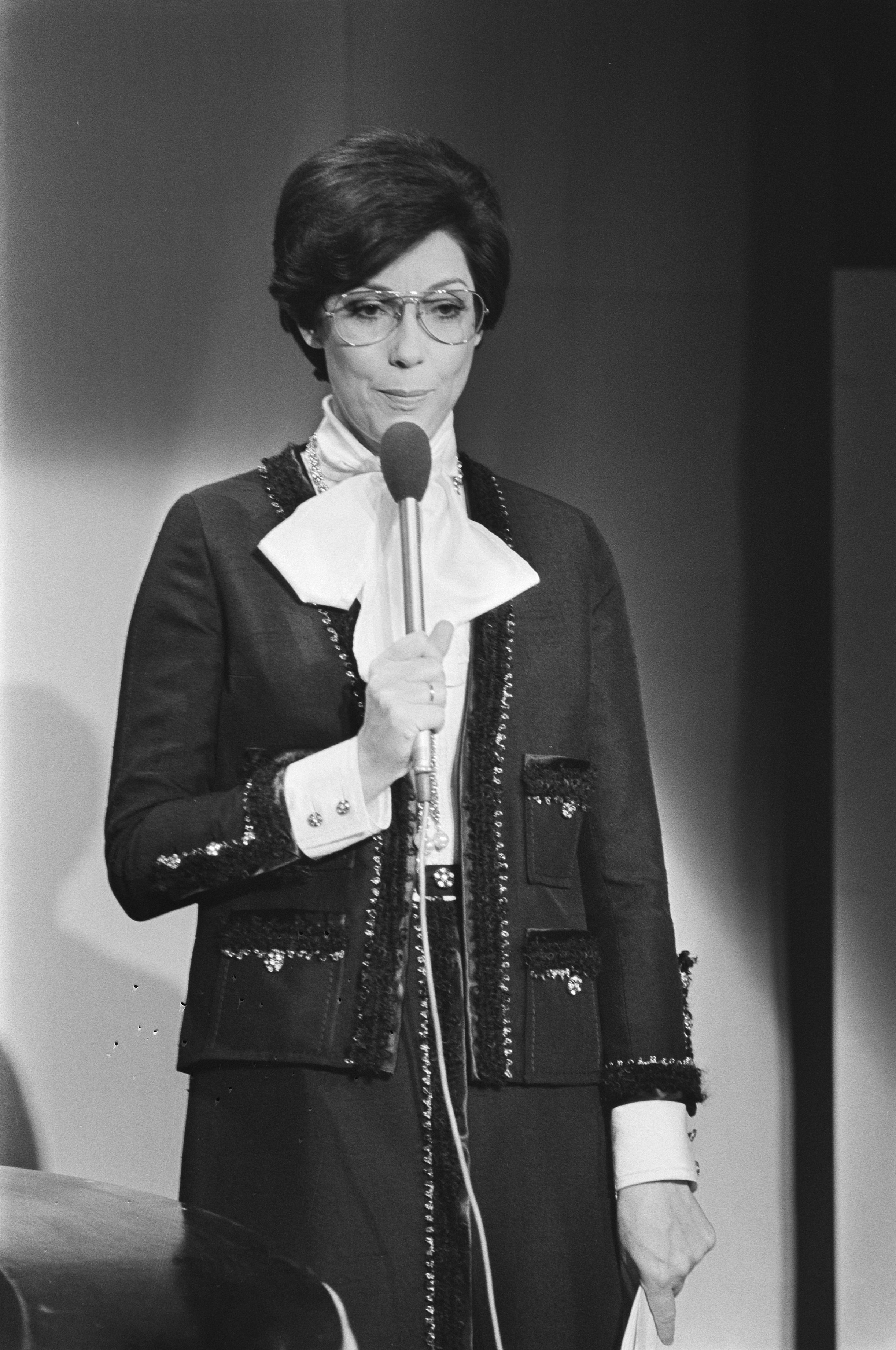
Moderatorin Corry Brokken

In der deutschen Vorentscheidung, die unter dem Titel Ein Lied für Den Haag stattfand, konnte sich eigentlich Tony Marshall mit dem Titel Der Star durchsetzen, allerdings wurde dieser später disqualifiziert, da er aus dem Jahr 1973 stammt. Deswegen durften die zweitplatzierten Les Humphries Singers mit dem Sing Sang Song nach Den Haag fahren. Die Gruppe konnte allerdings die Pechsträhne Deutschlands nicht durchbrechen und belegte nur Platz 15. Für das Großherzogtum Luxemburg startete mit Jürgen Marcus ein deutscher Sänger, mit Chansons pour ceux qui s’aiment („Lieder für die, die sich lieben“) – oder in der deutschsprachigen Fassung Der Tingler spielt für euch alle – belegte er allerdings auch nur Platz 14.
Die beiden anderen deutschsprachigen Länder, die Schweiz und Österreich, sangen jeweils auf Englisch und hatten damit mehr Erfolg. Das für Österreich antretende Duo Waterloo & Robinson belegte mit My Little World den fünften Platz, das Schweizer Trio Peter, Sue & Marc ersang mit Djambo, Djambo den vierten Platz.
Malta hatte für diesen Wettbewerb einen Vorentscheid durchgeführt, der wie schon 1974 durch den Sänger Enzo Guzman gewonnen wurde. Doch wie schon 1974 wurde die Teilnahme kurz vor dem Wettbewerb zurückgezogen. Guzman hätte mit dem Lied Sing Your Song, Country Boy den Inselstaat vertreten sollen.
Liechtenstein bemühte sich ebenfalls um eine Teilnahme am Eurovision Song Contest. Man wählte im November 1975 in Vaduz den Song Little Cowboy der Sängerin Biggi Bachmann aus. Die EBU ließ Liechtenstein jedoch nicht zu, da es über keine eigene Fernsehanstalt verfügte.
Die (nicht teilnehmende) Türkei strahlte den Wettbewerb im türkischen Fernsehen aus, unterbrach die Live-Übertragung allerdings, als der griechische Beitrag gezeigt wurde, um stattdessen das türkische Lied „Memleketim“ (Mein Land) zu senden. Bereits im Vorfeld hatte die türkische Regierung versucht, beim niederländischen Außenministerium zu intervenieren, um die Teilnahme Griechenlands kurzfristig zu verhindern, da das Lied „anti-türkische Propaganda“ sei.

## Teilnehmer

Teilnehmende Länder
Länder, die bereits an einem früheren ESC teilgenommen hatten, aber nicht im Jahr 1976

Obwohl Österreich und Griechenland wieder teilnahmen, sank die Teilnehmerzahl auf 18, da Malta, Schweden und die Türkei kein Lied nach Den Haag schickten. Schweden, das erst zwei Jahre zuvor mit ABBAs Waterloo selbst gewonnen hatte, begründete seine Abwesenheit mit der minderwertigen Musik des Wettbewerbs, für die in seinem Fernsehen kein Platz sei.

### Wiederkehrende Interpreten
| Land        | Interpret                                  | Vorherige(s) Teilnahmejahr(e)                 |
| ----------- | ------------------------------------------ | --------------------------------------------- |
| Finnland    | Fredi (zusammen mit Friends)               | 1967                                          |
| Finnland    | Anneli Koivisto (als Mitglied der Friends) | 1971 (als Mitglied der Koivisto Sisters)      |
| Schweiz     | Peter, Sue und Marc                        | 1971                                          |
| Niederlande | Sandra Reemer                              | 1972 als Sandra im Duett mit Andres           |
| Norwegen    | Anne-Karine Strøm                          | 1973 (als Mitglied der Bendik Singers) • 1974 |

### Dirigenten
Jedes Lied wurde mit Live-Musik begleitet bzw. kam Live-Musik zum Einsatz – folgende Dirigenten leiteten das Orchester bei dem jeweiligen Land:
- Vereinigtes Königreich – Alyn Ainsworth
- Schweiz – Mario Robbiani
- BR Deutschland – Les Humphries
- Israel – Matti Caspi
- Luxemburg – Jo Plée
- Belgien – Michel Bernholc
- Irland – Noel Kelehan
- Niederlande – Harry van Hoof
- Norwegen – Frode Thingnæs
- Griechenland – Michalis Rozakis
- Finnland – Ossi Runne
- Spanien – Joan Barcons
- Italien – Maurizio Fabrizio
- Österreich – Erich Kleinschuster
- Portugal – Thilo Krasmann
- Monaco – Raymond Donnez
- Frankreich – Tony Rallo
- Jugoslawien – Esad Arnautalić

## Abstimmungsverfahren
Es galt das gleiche Abstimmungsverfahren aus dem Vorjahr. In jedem Land gab es eine elfköpfige Jury, die zunächst die zehn besten Lieder intern ermittelte. Danach vergaben die einzelnen Jurys 12, 10, 8, 7, 6, 5, 4, 3, 2 Punkte und 1 Punkt an diese zehn besten Lieder.

## Platzierungen
| Platz | Startnr. | Land                   | Interpret                                | Lied Musik (M) und Text (T)                                                               | Sprache               | Übersetzung (Inoffiziell)                                         | Punkte | Bild                   |
| ----- | -------- | ---------------------- | ---------------------------------------- | ----------------------------------------------------------------------------------------- | --------------------- | ----------------------------------------------------------------- | ------ | ---------------------- |
| 01.   | 01       | Vereinigtes Königreich | Brotherhood of Man                       | Save Your Kisses for Me M/T: Tony Hiller, Lee Sheriden, Martin Lee                        | Englisch              | Heb deine Küsse für mich auf                                      | 164    | Brotherhood of Man     |
| 02.   | 17       | Frankreich             | Catherine Ferry                          | Un, deux, trois M: Tony Rallo; T: Jean-Paul Cara                                          | Französisch           | Eins, zwei, drei                                                  | 147    | Catherine Ferry        |
| 03.   | 16       | Monaco                 | Mary Cristy                              | Toi, la musique et moi M: André Popp; T: Boris Bergman                                    | Französisch           | Du, die Musik und ich                                             | 093    | Mary Cristy            |
| 04.   | 02       | Schweiz                | Peter, Sue & Marc                        | Djambo, Djambo M: Peter Reber; T: Rolf Zuckowski                                          | Englisch              | –                                                                 | 091    | Peter, Sue & Marc      |
| 05.   | 14       | Österreich             | Waterloo & Robinson                      | My Little World M/T: Gerhard Heinz                                                        | Englisch              | Meine kleine Welt                                                 | 080    | Waterloo & Robinson    |
| 06.   | 04       | Israel                 | Chocolate Menta Mastik שוקולד מנטה מסטיק | Emor shalom (אמור שלום) M: Matti Caspi; T: Ehud Manor                                     | Hebräisch             | Sag ‚Hallo‘                                                       | 077    | Chocolate Menta Mastik |
| 07.   | 13       | Italien                | Al Bano & Romina Power                   | We’ll Live It All Again (Io rivivrei) M: Detto Mariano; T: Romina Power, Albano Carisi    | Englisch, Italienisch | Wir werden es alles nochmal erleben                               | 069    | Al Bano & Romina Power |
| 08.   | 06       | Belgien                | Pierre Rapsat                            | Judy et cie M: Pierre Rapsat; T: Eric van Hulse                                           | Französisch           | Judy & Co.                                                        | 068    | Pierre Rapsat          |
| 09.   | 08       | Niederlande            | Sandra Reemer                            | The Party Is Over M/T: Hans van Hemert                                                    | Englisch              | Die Feier ist vorbei                                              | 056    | Sandra Reemer          |
| 10.   | 07       | Irland                 | Red Hurley                               | When M/T: Brendan J. Graham                                                               | Englisch              | Wenn / Wann (Zweifache Bedeutung, auch als Wortspiel im Liedtext) | 054    | Red Hurley             |
| 11.   | 11       | Finnland               | Fredi & Friends                          | Pump-Pump M: Vexi Salmi; T: Matti Siitonen                                                | Englisch              | –                                                                 | 044    | Fredi & Friends        |
| 12.   | 15       | Portugal               | Carlos do Carmo                          | Uma flor de verde pinho M: José Niza; T: Manuel Alegre                                    | Portugiesisch         | Eine grüne Pinienblume                                            | 024    | Carlos do Carmo        |
| 13.   | 10       | Griechenland           | Mariza Koch Μαρίζα Κωχ                   | Panaghia mou, panaghia mou (Παναγιά μου, Παναγιά μου) M: Mariza Koch; T: Michael Fotiades | Griechisch            | Meine Allheilige, meine Allheilige (Heilige Maria)                | 020    | Mariza Koch            |
| 14.   | 05       | Luxemburg              | Jürgen Marcus                            | Chansons pour ceux qui s’aiment M: Jack White; T: Fred Jay, Vline Buggy                   | Französisch           | Lieder, für die, die sich lieben                                  | 017    | Jürgen Marcus          |
| 15.   | 03       | BR Deutschland         | Les Humphries Singers                    | Sing Sang Song M: Ralph Siegel; T: Kurt Hertha                                            | Deutsch               | Singsang-Lied                                                     | 012    | Les Humphries Singers  |
| 16.   | 12       | Spanien                | Braulio                                  | Sobran las palabras M/T: Braulio Antonio García Bautista                                  | Spanisch              | Worte sind überflüssig                                            | 011    | Braulio                |
| 17.   | 18       | Jugoslawien            | Ambasadori                               | Ne mogu skriti svoju bol M: Slobodan Vujović; T: Slobodan Djurasović                      | Bosnisch              | Ich kann meinen Schmerz nicht verstecken                          | 010    | Ambasadori             |
| 18.   | 09       | Norwegen               | Anne-Karine Strøm                        | Mata Hari M: Frode Thingnæs; T: Philip A. Kruse                                           | Englisch              | –                                                                 | 007    | Anne-Karine Strøm      |

## Punktevergabe

Karte der Punktevergabe für den Siegertitel aus dem Vereinigten Königreich nach Ländern

| Land | Abstimmungsergebnisse | Abstimmungsergebnisse | Abstimmungsergebnisse | Abstimmungsergebnisse | Abstimmungsergebnisse | Abstimmungsergebnisse | Abstimmungsergebnisse | Abstimmungsergebnisse | Abstimmungsergebnisse | Abstimmungsergebnisse | Abstimmungsergebnisse | Abstimmungsergebnisse | Abstimmungsergebnisse | Abstimmungsergebnisse | Abstimmungsergebnisse | Abstimmungsergebnisse | Abstimmungsergebnisse | Abstimmungsergebnisse | Abstimmungsergebnisse | Abstimmungsergebnisse |
| Land | Punkte                | UK                    | CH                    | DE                    | IL                    | LU                    | BE                    | IE                    | NL                    | NO                    | GR                    | FI                    | ES                    | IT                    | AT                    | PT                    | MC                    | FR                    | YU                    | Votings               |
| --- | --------------------- | --------------------- | --------------------- | --------------------- | --------------------- | --------------------- | --------------------- | --------------------- | --------------------- | --------------------- | --------------------- | --------------------- | --------------------- | --------------------- | --------------------- | --------------------- | --------------------- | --------------------- | --------------------- | --------------------- |
| Vereinigtes Königreich                                                                                                 | 164                   |                       | 12                    | 8                     | 12                    | 8                     | 12                    | 3                     | 10                    | 12                    | 12                    | 10                    | 12                    | 4                     | 10                    | 12                    | 10                    | 7                     | 10                    | 17                    |
| Schweiz | 091                   | 12                    |                       | 5                     | 4                     | 1                     | 7                     | 1                     | 6                     | 10                    | 2                     | 7                     | 4                     | –                     | 8                     | 7                     | 4                     | 6                     | 7                     | 16                    |
| Deutschland | 012                   | –                     | 2                     |                       | –                     | 2                     | 1                     | –                     | –                     | –                     | –                     | –                     | 2                     | –                     | –                     | –                     | –                     | 2                     | 3                     | 06                    |
| Israel | 077                   | 6                     | 7                     | 3                     |                       | 7                     | 5                     | 4                     | 2                     | 7                     | –                     | 8                     | 1                     | 10                    | 6                     | 2                     | 1                     | –                     | 8                     | 15                    |
| Luxemburg | 017                   | –                     | –                     | –                     | –                     |                       | 6                     | 6                     | 5                     | –                     | –                     | –                     | –                     | –                     | –                     | –                     | –                     | –                     | –                     | 03                    |
| Belgien | 068                   | 7                     | 6                     | –                     | 1                     | –                     |                       | –                     | 4                     | 6                     | –                     | 12                    | –                     | 8                     | 3                     | 8                     | 8                     | 5                     | –                     | 11                    |
| Irland | 054                   | 10                    | –                     | 1                     | 3                     | 3                     | –                     |                       | –                     | –                     | 8                     | –                     | 5                     | 12                    | 2                     | –                     | 6                     | 3                     | 1                     | 11                    |
| Niederlande | 056                   | –                     | 4                     | 4                     | 8                     | 4                     | 4                     | 2                     |                       | 1                     | 7                     | –                     | 3                     | 2                     | 4                     | 6                     | 2                     | –                     | 5                     | 14                    |
| Norwegen | 007                   | –                     | –                     | –                     | –                     | –                     | –                     | –                     | 3                     |                       | –                     | –                     | –                     | –                     | –                     | 4                     | –                     | –                     | –                     | 02                    |
| Griechenland | 020                   | –                     | –                     | –                     | –                     | –                     | 2                     | –                     | –                     | –                     |                       | 4                     | –                     | 5                     | –                     | 1                     | –                     | 8                     | –                     | 05                    |
| Finnland | 044                   | 2                     | –                     | 6                     | 6                     | –                     | –                     | 5                     | 1                     | 4                     | –                     |                       | 6                     | –                     | 7                     | –                     | 7                     | –                     | –                     | 09                    |
| Spanien | 011                   | 3                     | –                     | –                     | –                     | –                     | –                     | –                     | –                     | –                     | 1                     | –                     |                       | 3                     | –                     | –                     | 3                     | 1                     | –                     | 05                    |
| Italien | 069                   | 1                     | 8                     | –                     | 2                     | –                     | –                     | 12                    | –                     | 3                     | 10                    | 6                     | –                     |                       | 1                     | 10                    | –                     | 10                    | 6                     | 11                    |
| Österreich | 080                   | 4                     | 3                     | 10                    | 10                    | 5                     | 3                     | 10                    | 7                     | 2                     | 6                     | 5                     | 8                     | –                     |                       | –                     | 5                     | –                     | 2                     | 14                    |
| Portugal | 024                   | –                     | –                     | –                     | –                     | 6                     | –                     | –                     | –                     | –                     | 4                     | 1                     | –                     | 1                     | –                     |                       | –                     | 12                    | –                     | 05                    |
| Monaco | 093                   | 5                     | 5                     | 7                     | 7                     | 12                    | 8                     | 8                     | 8                     | 5                     | –                     | 2                     | 7                     | 7                     | 5                     | 3                     |                       | –                     | 4                     | 15                    |
| Frankreich | 147                   | 8                     | 10                    | 12                    | 5                     | 10                    | 10                    | 7                     | 12                    | 8                     | 5                     | 3                     | 10                    | 6                     | 12                    | 5                     | 12                    |                       | 12                    | 17                    |
| Jugoslawien | 010                   | –                     | 1                     | 2                     | –                     | –                     | –                     | –                     | –                     | –                     | 3                     | –                     | –                     | –                     | –                     | –                     | –                     | 4                     |                       | 04                    |
| Die Tabelle ist senkrecht nach der Auftrittsreihenfolge geordnet, waagerecht nach der chronologischen Punkteverlesung. |                       |                       |                       |                       |                       |                       |                       |                       |                       |                       |                       |                       |                       |                       |                       |                       |                       |                       |                       |                       |

Während der Abstimmung vergaß der französische Punktesprecher André Claveau die Vergabe der 4 Punkte, von der Jury, zu verlesen, die nach Jugoslawien gehen sollten. Dies wurde erst nach der Abstimmung korrigiert.

### Statistik der Zwölf-Punkte-Vergabe
| Anzahl | Land                   | erhalten von                                                        |
| ------ | ---------------------- | ------------------------------------------------------------------- |
| 7      | Vereinigtes Königreich | Schweiz, Israel, Belgien, Norwegen, Griechenland, Spanien, Portugal |
| 5      | Frankreich             | BR Deutschland, Niederlande, Österreich, Monaco, Jugoslawien        |
| 1      | Belgien                | Finnland                                                            |
| 1      | Irland                 | Italien                                                             |
| 1      | Italien                | Irland                                                              |
| 1      | Monaco                 | Luxemburg                                                           |
| 1      | Portugal               | Frankreich                                                          |
| 1      | Schweiz                | Vereinigtes Königreich                                              |